# Portugália a 2011-es úszó-világbajnokságon
Portugália a 2011-es úszó-világbajnokságon nyolc úszóval vett részt.

## Hosszútávúszás
Férfi
| Versenyző          | Esemény                             | Döntő     | Döntő    |
| Versenyző          | Esemény                             | Idő       | Helyezés |
| ------------------ | ----------------------------------- | --------- | -------- |
| Arseniy Lavrentyev | Férfi 10 kilométeres hosszútávúszás | 2:03:51.9 | 47       |

## Úszás
Férfi
| Versenyző           | Esemény                         | Selejtező | Selejtező | Elődöntő          | Elődöntő          | Döntő             | Döntő             |
| Versenyző           | Esemény                         | Idő       | Helyezés  | Idő               | Helyezés          | Idő               | Helyezés          |
| ------------------- | ------------------------------- | --------- | --------- | ----------------- | ----------------- | ----------------- | ----------------- |
| Alexandre Agostinho | Férfi 50 méteres gyorsúszás     | 22.81     | 32        | Nem jutott tovább | Nem jutott tovább | Nem jutott tovább | Nem jutott tovább |
| Alexandre Agostinho | Férfi 100 méteres gyorsúszás    | 50.71     | 45        | Nem jutott tovább | Nem jutott tovább | Nem jutott tovább | Nem jutott tovább |
| Carlos Almeida      | Férfi 100 méteres mellúszás     | 1:02.13   | 42        | Nem jutott tovább | Nem jutott tovább | Nem jutott tovább | Nem jutott tovább |
| Carlos Almeida      | Férfi 200 méteres mellúszás     | 2:14.86   | 29        | Nem jutott tovább | Nem jutott tovább | Nem jutott tovább | Nem jutott tovább |
| Simao Morgado       | Férfi 100 méteres pillangóúszás | 53.01     | 22        | Nem jutott tovább | Nem jutott tovább | Nem jutott tovább | Nem jutott tovább |
| Duarte Mourao       | Férfi 200 méteres pillangóúszás | 1:59.81   | 28        | Nem jutott tovább | Nem jutott tovább | Nem jutott tovább | Nem jutott tovább |
| Diogo Carvalho      | Férfi 200 méteres vegyesúszás   | 1:59.51   | 9 Q       | 1:59.84           | 12                | Nem jutott tovább | Nem jutott tovább |
| Diogo Carvalho      | Férfi 400 méteres vegyesúszás   | 4:18.68   | 14        |                   |                   | Nem jutott tovább | Nem jutott tovább |

Női
| Versenyző     | Esemény                       | Selejtező | Selejtező | Elődöntő          | Elődöntő          | Döntő             | Döntő             |
| Versenyző     | Esemény                       | Idő       | Helyezés  | Idő               | Helyezés          | Idő               | Helyezés          |
| ------------- | ----------------------------- | --------- | --------- | ----------------- | ----------------- | ----------------- | ----------------- |
| Sara Oliveira | Női 50 méteres pillangóúszás  | 27.75     | 30        | Nem jutott tovább | Nem jutott tovább | Nem jutott tovább | Nem jutott tovább |
| Sara Oliveira | Női 100 méteres pillangóúszás | 59.93     | 32        | Nem jutott tovább | Nem jutott tovább | Nem jutott tovább | Nem jutott tovább |
| Sara Oliveira | Női 200 méteres pillangóúszás | 2:11.37   | 24        | Nem jutott tovább | Nem jutott tovább | Nem jutott tovább | Nem jutott tovább |
| Nadia Vieira  | Női 200 méteres vegyesúszás   | 2:19.74   | 28        | Nem jutott tovább | Nem jutott tovább | Nem jutott tovább | Nem jutott tovább |
| Nadia Vieira  | Női 400 méteres vegyesúszás   | 4:51.65   | 28        |                   |                   | Nem jutott tovább | Nem jutott tovább |